# 蘇多格達河

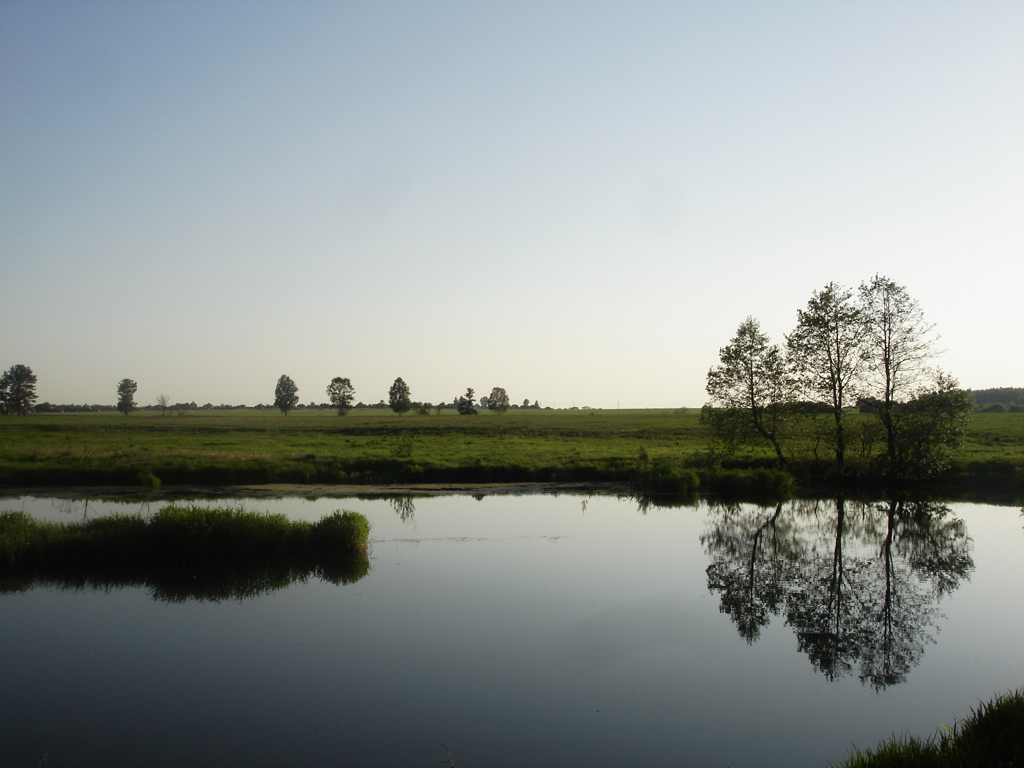

蘇多格達河（俄语：Судогда），是俄羅斯的河流，位於該國西部弗拉基米爾州，屬於克利亞濟馬河的右支流，河道全長116公里，流域面積1,900平方公里，河畔城鎮有蘇多格達。